# Sophronica bifoveata
Sophronica bifoveata là một loài bọ cánh cứng trong họ Cerambycidae.